# Senat de Cantàbria
El Senat de Cantàbria fou un govern independent que va regir Cantàbria de manera independent des del 476 fins al 574. Aquest Senat constituïa el govern territorial, integrat per la noblesa terratinent hispana-romana, i probablement existia ja des de l'any 409, o en tot cas des abans del final de l'imperi.
El 574 el rei visigot Leovigild va penetrar a Cantàbria, que estava sent saquejada per enemics no identificats (evidentment els vascons), va prendre Amaya i va posar sota el seu control la "província" és a dir el territori de Cantàbria. Brauli en la seva obra "Vida de San Emilià" esmenta la matança del Senat de Cantàbria un dels membres del qual s'anomenava Abundantius. Sant Emilià creia que a l'Estat independent de Cantàbria hi havia assassinats, robatoris, incests, violències i un gran nombre d'altres vicis. Segurament els assassinats, robatoris i violències havien de ser provocats per les incursions dels vascons des de l'actual Euskadi. Altres aspectes del desgrat causat l'eremita podien deure's al predomini del paganisme.